# Плотниково (Притобольный район)
Плотниково — село в Притобольном районе Курганской области России. Административный центр и единственный населённый пункт Плотниковского сельсовета.

## География
Село находится на юге Курганской области, в пределах юго-западной части Западно-Сибирской равнины, в лесостепной зоне, в пределах правобережной части долины реки Тобол, на расстоянии примерно 18 километров (по прямой) к югу от села Глядянского, административного центра района. Абсолютная высота — 79 метров над уровнем моря.
Климат
Климат характеризуется как резко континентальный, с холодной продолжительной малоснежной зимой и тёплым сухим летом. Среднегодовая температура — 1,6 °C. Средняя температура воздуха самого холодного месяца (января) составляет −17,9 °C (абсолютный минимум — −47 °С); самого тёплого месяца (июля) — 19,3 °C (абсолютный максимум — 41 °С). Вегетационный период длится 168 дней. Годовое количество атмосферных осадков — 346 мм, из которых 263 мм выпадает в период с апреля по октябрь. Продолжительность периода с устойчивым снежным покровом равна 157 дням.

## Население
| 1989 | 2002 | 2010 | 2012 | 2013 | 2014 | 2015 |
| ---- | ---- | ---- | ---- | ---- | ---- | ---- |
| 757  | ↗815 | ↘731 | ↗736 | ↘718 | ↘682 | ↗683 |
| 2016 | 2017 | 2018 | 2019 | 2020 |      |      |
| ↘659 | ↘642 | ↘636 | ↘615 | ↘603 |      |      |

Гендерный состав
По данным Всероссийской переписи населения 2010 года в гендерной структуре населения мужчины составляли 48,8 %, женщины — соответственно 51,2 %.
Национальный состав
Согласно результатам Всероссийской переписи населения 2002 года, в национальной структуре населения русские составляли 95 %.